# Lyu Jianlin
Det här är en artikel om en person med kinesiskt personnamn; Lyu är familjenamnet.
Lyu Jianlin (kinesiska: 吕健林), född 26 juli 1996, är en kinesisk sportskytt.

## Karriär
Vid olympiska sommarspelen 2024 i Paris tog Lyu brons tillsammans med Jiang Yiting i den mixade lagtävlingen i skeet.